# 싱가포르의 종교
싱가포르의 종교 (2020년 인구 조사)
싱가포르의 종교는 전세계의 여러 지역들 출신으로 이뤄진 싱가포르의 다양한 민족 구성으로 인하여 폭넓은 종류의 종교와 전례가 특징이다. 세속 국가인 싱가포르는 일반적으로 세계의 각기 다른 종교에서 기원한 각양각색의 종교 풍습들로 이뤄진 '용광로'로 칭해진다. 대부분의 주요 종교 종파들은 이 나라에 들어와 있으며, 싱가포르의 국제 종교 조직Inter-Religious Organisation, IRO)은 10개 주요 종교들을 인정하고 있다. 퓨 연구센터의 2014년 분석은 싱가포르가 세계에서 가장 종교적으로 다양한 나라임을 밝혔다.
싱가포르 내 가장 많이 믿는 종교는 불교로, 10년 마다 치러지는 가장 최근 인구 조사인 2020년 때 자신들을 종교인이라 밝힌 거주 인구 중 31.1%로 가장 많다. 싱가포르의 불교도 중 다수는 중국인으로, 싱가포르의 중국인 중 40.4%가 자신들을 불교도라 밝혔다. 또한 불교를 따른 싱가포르 내 비중국인 집단의 규모도 상당하다. 비신앙자들 (무신론자, 불가지론자 혹은 그 외 비종교적 삶의 태도)이 싱가포르 인구의 20%로 두 번째로 큰 집단이다. 기독교는 18.9%이다. 이슬람교가 15.6%로 그 뒤를 이으며 주로 말레이인들이며, 인도인도 여기에 속한다. 도교는 8%이고, 힌두교는 5%이며 주로 인도인들이 따른다.

## 관용
싱가포르 정부는 공식적으로 각양각색의 종교들에 대해 관대한 입장이고 싱가포르에 뿌리내린 각기 다른 종교들의 종교적 조화를 조장하고 있다. 하지만, 여호와의 증인과 통일교 등 일부 종교 또는 종파들은 사교로 판단되어 당국으로부터 공식적으로 금지 처분을 받았으며, 그럼에도 이들 신자들은 2010년대에 비밀리에 신앙을 이어나갔다. 몇몇 종교들, 그 중에서도 특히 중국계 민족 집단들이 따르는 종교들은 힌두교 및 이슬람교 같은 다른 종교들과 같이 예배 장소를 합쳤다. 이에 대한 대표적 예시는 뤄양 투아펙콩 사원(Loyang Tua Pek Kong Temple, 동부 해안에 위치)으로 사원 내 도교, 힌두교, 불교 등 세 종교가 같이 자리잡았다.
싱가포르 젊은이들은 전통적 철학과 영국이 싱가포르를 식민화 하던 시절에 도입된 종교를 결합시키는 경향이 있다. 주요 예시는 옛 차이나타운을 관통하는 South Bridge Street인데, 이곳 거리에는 인도의 코로만델 해안에서 온 츌리아 이슬람교도 (Chulia)들이 이용했던 마스지드 자마에 모스크와 더불어 스리 마리암만 사원 (남인도의 힌두 사원으로 1980년대 국가 사적으로 등록되었다) 등이 위치했다.
학교에서, 싱가포르 아이들은 종교간 분쟁의 결과를 상기시키기 위해 마리아 헤르토흐 폭동과 1964년 인종 폭동 등에 대한 사회 과목 수업을 받는다. 다인종으로 구성된 반, 각기 다른 인종의 학생들 간 교류, 종교 행사 등 역시도 어린 시절부터 종교적 관용과 이해를 심어주는 데 도움을 주고 있다.
싱가포르의 또 다른 종교 랜드마크는 싱가포르에서 가장 오래된 교회인 계몽자 그레고리오 아르메니아 교회로, 1836년에 완공됐다. 또한 전기가 공급된 싱가포르의 첫 건물이기도 하며, 당시에 선풍기와 전등이 설치되어 있었다. 오늘날, 아르메니아 교회는 마지막 아르메니아 사도교회 사제가 1930년대에 은퇴한 이래로 더 이상 아르메니아 사도교회의 미사를 진행하지 않는다. 그럼에도, 교회와 그 주변은 보존되어 있고 여러 오리엔트 정교회 소속 교회들의 미사가 가끔 열리고 있으며 알렉산드리아 콥트 정교회는 매달 첫째 주에 미사를 진행한다.

## 통계와 인구
싱가포르의 인구 조사는 종교와 인종에 관한 자세한 정보를 포함하고 있으며, 10년 또는 5년을 기준으로 이뤄진다. 다음은 지난 40년간의 종교 수치이다:
| 종교 집단 | 종교 집단            | 1980년 인구 % | 1990년 인구 % | 2000년 인구 % | 2010년 인구 % | 2015년 인구 % | 2020년 인구 % |
| --------- | -------------------- | ------------- | ------------- | ------------- | ------------- | ------------- | ------------- |
|           | 불교                 | 26.7%         | 31.1%         | 42.5%         | 33.3%         | 33.2%         | 31.1%         |
|           | 무교                 | 13.1%         | 14.3%         | 14.8%         | 17.0%         | 18.4%         | 20.0%         |
|           | 기독교               | 9.9%          | 12.5%         | 14.6%         | 18.4%         | 18.8%         | 18.9%         |
|           | 로마 가톨릭교회      | n/a           | n/a           | 4.8%          | 7.1%          | 6.8%          | 7.0%          |
|           | 개신교 및 그 외 종파 | n/a           | n/a           | 9.8%          | 11.3%         | 12.0%         | 11.9%         |
|           | 이슬람교             | 16.2%         | 15.4%         | 14.9%         | 14.7%         | 14.0%         | 15.6%         |
|           | 도교                 | 30.0%         | 22.4%         | 8.5%          | 10.9%         | 10.0%         | 8.8%          |
|           | 힌두교               | 3.6%          | 3.7%          | 4.0%          | 5.1%          | 5.0%          | 5.0%          |
|           | 그 외 종교           | 0.5%          | 0.6%          | 0.6%          | 0.7%          | 0.6%          | 0.6%          |

지난 40년간 싱가포르의 인종별 따르는 종교에 대한 수치는 다음과 같다:
| 종교 집단 / 인구 조사 | 1980년 | 1990년 | 2000년 | 2010년 | 2020년 |
| --------------------- | ------ | ------ | ------ | ------ | ------ |
| 중국계                |        |        |        |        |        |
| 불교                  | 34.3%  | 39.5%  | 53.6%  | 43.0%  | 40.3%  |
| 무교                  | 16.4%  | 17.6%  | 18.6%  | 21.8%  | 25.7%  |
| 기독교                | 10.9%  | 14.1%  | 16.5%  | 20.1%  | 21.6%  |
| 도교                  | 38.2%  | 28.5%  | 10.8%  | 14.4%  | 11.6%  |
| 그 외 종교            | 0.2%   | 0.3%   | 0.5%   | 0.7%   | 0.8%   |
| 말레이계              |        |        |        |        |        |
| 이슬람교              | 99.6%  | 99.7%  | 99.5%  | 98.7%  | 98.8%  |
| 그 외 종교            | 0.3%   | 0.2%   | 0.4%   | 1.1%   | 0.8%   |
| 무교                  | 0.1%   | 0.1%   | 0.1%   | 0.2%   | 0.4%   |
| 인도계                |        |        |        |        |        |
| 힌두교                | 56.5%  | 53.2%  | 55.4%  | 59.0%  | 57.3%  |
| 이슬람교              | 21.8%  | 26.3%  | 25.6%  | 21.7%  | 23.4%  |
| 기독교                | 12.5%  | 12.8%  | 12.1%  | 12.8%  | 12.6%  |
| 그 외 종교            | 8.2%   | 6.9%   | 6.3%   | 5.4%   | 4.6%   |
| 무교                  | 1.0%   | 0.8%   | 0.6%   | 1.1%   | 2.1%   |

아래는 종교 및 연령대별 15세 이상 싱가포르 거주 인구이다:
| 연령대    | 불교도 | 무교  | 이슬람교도 | 기독교도 | 도교도 | 힌두교도 | 그 외 |
| --------- | ------ | ----- | ---------- | -------- | ------ | -------- | ----- |
| 15세-24세 | 24.9%  | 24.2% | 21.4%      | 18.6%    | 4.9%   | 5.4%     | 0.6%  |
| 25세-34세 | 26.0%  | 26.2% | 19.4%      | 17.7%    | 6.1%   | 4.0%     | 0.6%  |
| 35세-44세 | 30.2%  | 22.3% | 14.2%      | 18.5%    | 7.2%   | 7.0%     | 0.6%  |
| 45세-54세 | 33.3%  | 18.3% | 13.8%      | 20.6%    | 7.1%   | 6.2%     | 0.7%  |
| 55세 이상 | 35.1%  | 15.2% | 13.2%      | 19.0%    | 13.1%  | 3.7%     | 0.7%  |

위의 수치들은 거주 인구만을 나타내는 것이며, 비거주 인구는 포함하지 않는다 (싱가포르 당국은 2005년 기준 싱가포르 인구의 18.33%로 집계된 비거주 인구의 수치를 공개하지 않고 있다).
대부분의 싱가포르인들은 각자의 종교와 관련한 주요 축제들을 즐긴다. 여러 종교들은 싱가포르에 거주하는 다양한 인종들을 직접적으로 반영한다. 중국계는 많은 무종교인들을 포함해 주로 불교도, 도교도, 기독교도 들이다. 말레이계는 이슬람교도가 다수이며 (대략 99%), 인도계는 대부분이 힌두교도이지만, 인도계 집단에서도 상당한 수의 이슬람교도, 기독교도, 시크교도가 있다.
종교는 여전히 세계주의 성향의 싱가포르에 중요한 부분이다. 싱가포르의 주요 건축물의 다수가 종교 시설물인 사원, 교회 또는 모스크 등이다. 이 건축물들에 대한 이해는 종교들의 예술을 이해하는 데 기여하는 역할을 한다.
조상 숭배와 함께 불교와 유교의 교리와 신들은 중국의 민간신앙, 중국 민간신앙 종파 등과 다양한 방식으로 혼합되어 있다.

## 주요 종교 공동체

### 불교

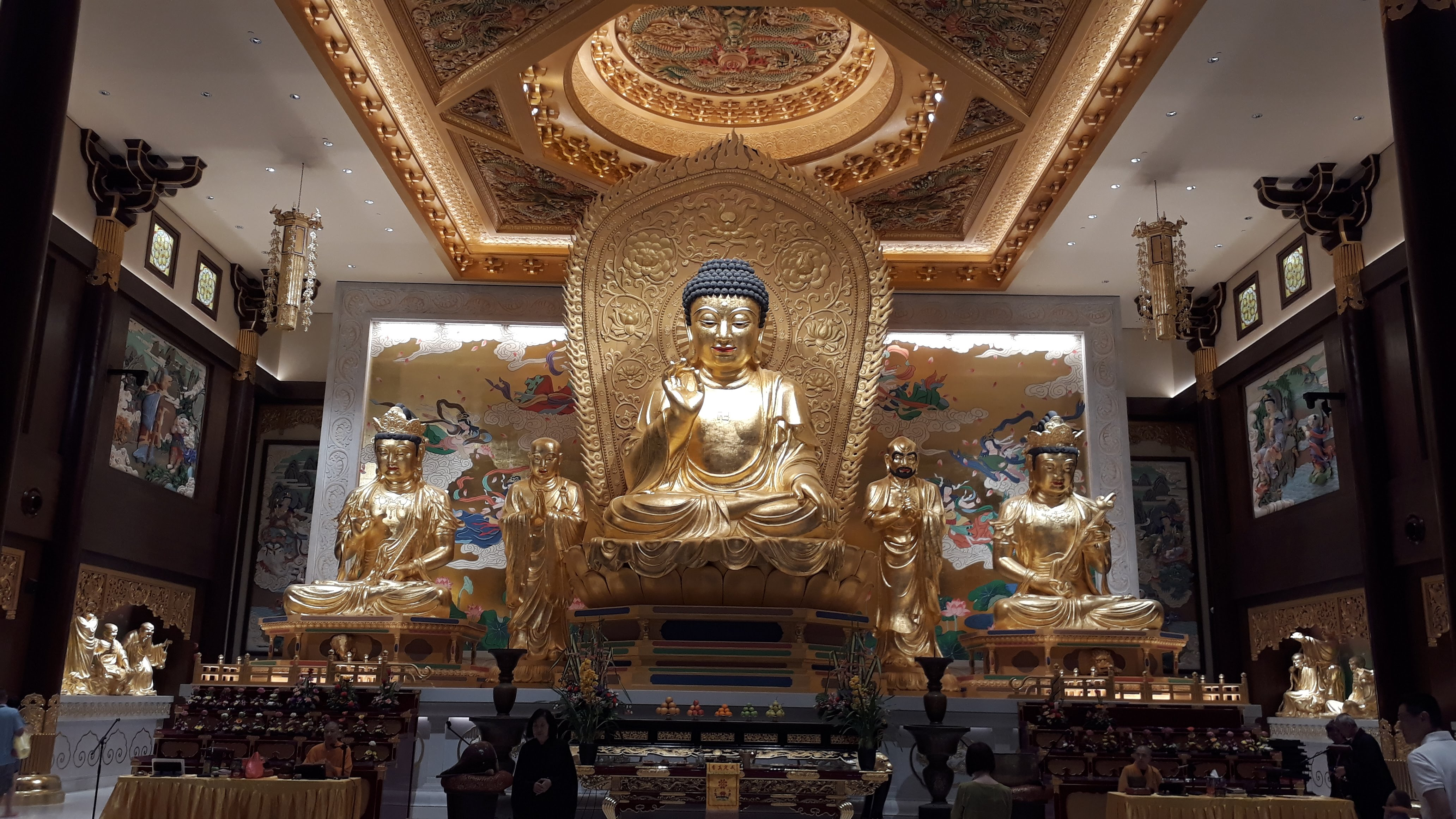
싱가포르 불교 거사림의 본당

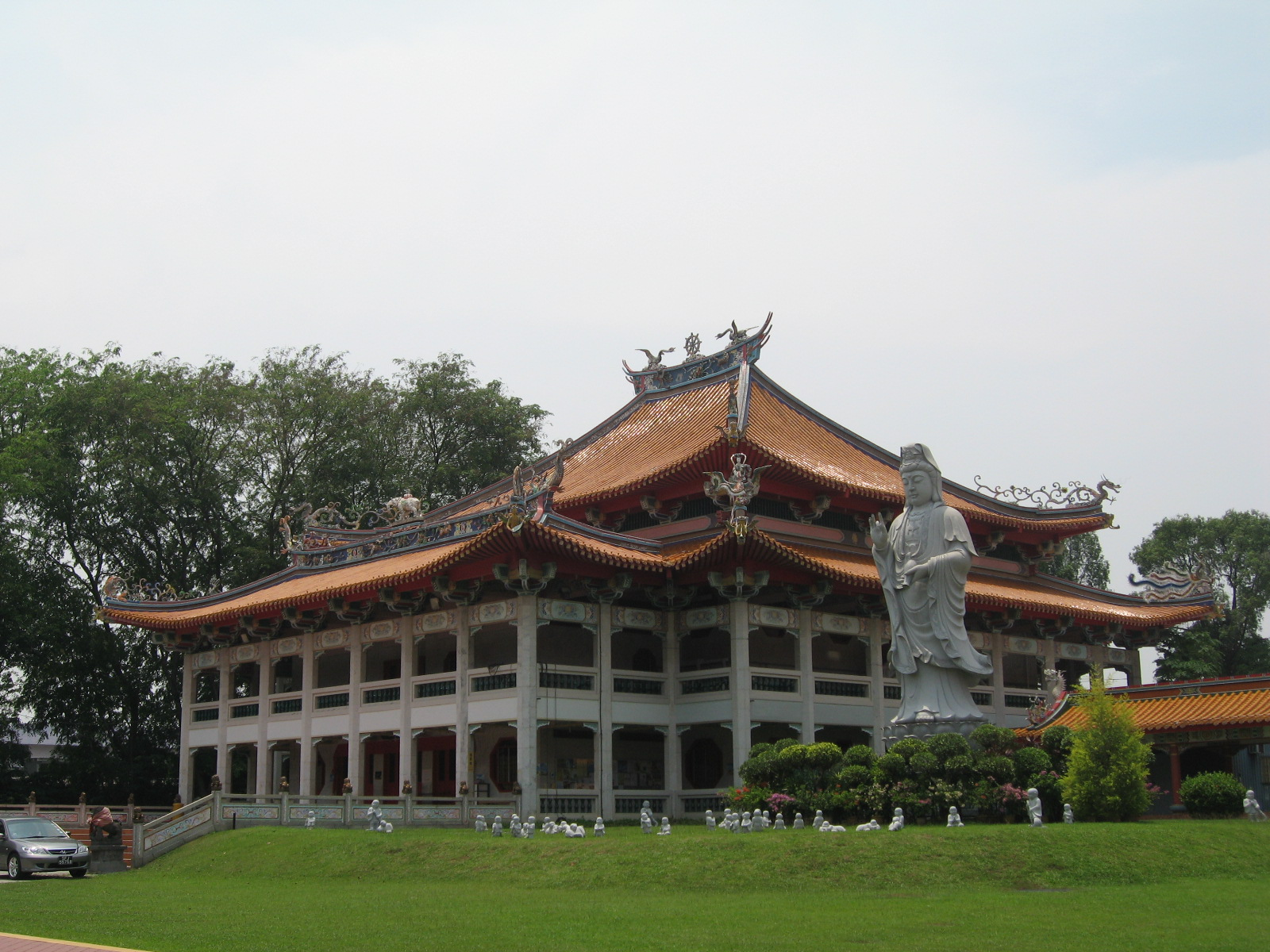
콩멩산포각시 사원은 싱가포르에서 가장 많이 찾는 불교 사원이며, 또한 규모도 가장 크다.

싱가포르인의 많은 수가 자신들을 불교도라고 밝히고 있으며, 2020년 인구 조사에서 싱가포르인의 31.1% 불교도이었다.
대부분의 선교사들은 중국, 티베트, 타이완, 태국, 미얀마, 스리랑카, 일본 출신들이다.
싱가포르 내 상좌부 불교, 대승불교, 밀교 등 불교 세 개 종파의 불교 수도원과 중심지들이 존재한다. 싱가포르의 대부분 불교도들은 중국인들이고 이들 대부분은 대승 불교를 따른다.
싱가포르 불교도의 다수가 전통적으로 중국인들인 가운데, 싱가포르 내에는 태국인, 신할라인, 버마인 등 다른 민족 집단 출신들로 이뤄진 불교도도 상당 수 있다. 이 민족 집단들에서 온 불교도들의 존재 때문에, 와트 아난다 메트야라마 태국 불교 사원, 스리랑카라마야 불교 사원, 버마 불교 사원 등 이들 민족 집단 공동체에 기여하는 불교 중심지 및 사원들이 존재한다.
싱가포르에는 티베트 불교, 태국 불교, 중국의 대승 불교 등 모든 종류의 불교 전승들이 나타나 있다. 이 종파들은 여러 외국의 불교 수도사들이 전해온, 싱가포르 이민과 함께 전래됐다. 싱가포르 내 불교 종파들의 멜팅팟으로 인해, 싱가포르 내에서 수 많은 중국계 불교 사원뿐만 아니라 태국 불교 사원, 티베트 불교 사원을 보는 것이 드문 것이 아니다.
이런 사원들의 모습은 싱가포르의 불교도들에게 감동을 주는데, 사원에 향을 피우러 가고 명상과 염불을 하는 등 신도들이 가장 아끼는 이들과 가장 많은 시간을 보내는 곳이기 때문이다.
이따금, 호주에 거주하는 아잔 브라흐마 같은 서방 출신의 비구승들이 대중들에게 불교 강연을 하기 위해 싱가포르로 초청된다. 추가적으로,NUS Buddhist Society, Ngee Ann Polytechnic Buddhist Society, Singapore Polytechnic Buddhist Society 등 싱가포르 영토 내 자리 잡은 불교 단체들이 있으며 SMU Dhamma Circle은 싱가포르의 젊은이들이 불교에 대해 더 나은 이해를 갖도록 촉진하고 있다.
최근, 싱가포르 내 새로운 파사드를 더하고 젊은 대중들을 충족시키기 위한 대규모 개축을 진행 중인 다수의 불교 사원들이 존재한다. 싱가포르 불교 거사림은 최근 본당을 개축했으며 대중들에게 개방을 해놓기 때문에, 싱가포르를 방문한 사람들 수백 명을 이끌고 있다.
추가로, 콩멩산포각시 사원 역시도 싱가포르인들에게 불교 교육을 위한 장소를 제공하기 위한 싱가포르 불교 대학을 개관하고 있다.
불교 사원들에 대한 추가 설치와 개축은 방문객들의 수를 크게 향상시키고 있다.
시간이 흐르면서, 상당한 수의 싱가포르 불교 사원들이 증가하는 영어권 불교 신자들의 기호를 맞추기 위해 법회 중 의사 소통 언어로 중국어보다 영어를 쓰기로 결정하였다.
아래는 2020년 싱가포르 인구 조사에 따른 불교도의 분석이다:
| 인종 집단 | 인종 집단별 총 거주 인구 | 불교도로 등록된 거주 인종 집단 인구 | 불교도로 등록된 거주 인종 집단 비율 | 인종 집단별 불교 거주민 비율 |
| --------- | ------------------------ | ----------------------------------- | ----------------------------------- | ---------------------------- |
| 중국계    | 2,606,881명              | 1,052,114명                         | 40.36%                              | 97.95%                       |
| 말레이계  | 447,747명                | 447명                               | 0.10%                               | 0.04%                        |
| 인도계    | 299,056명                | 2,031명                             | 0.68%                               | 0.19%                        |
| 그 외     | 105,410명                | 19,566명                            | 18.56%                              | 1.82%                        |
| 합계      | 3,459,093명              | 1,074,159명                         | 31.05%                              | 100%                         |

### 기독교

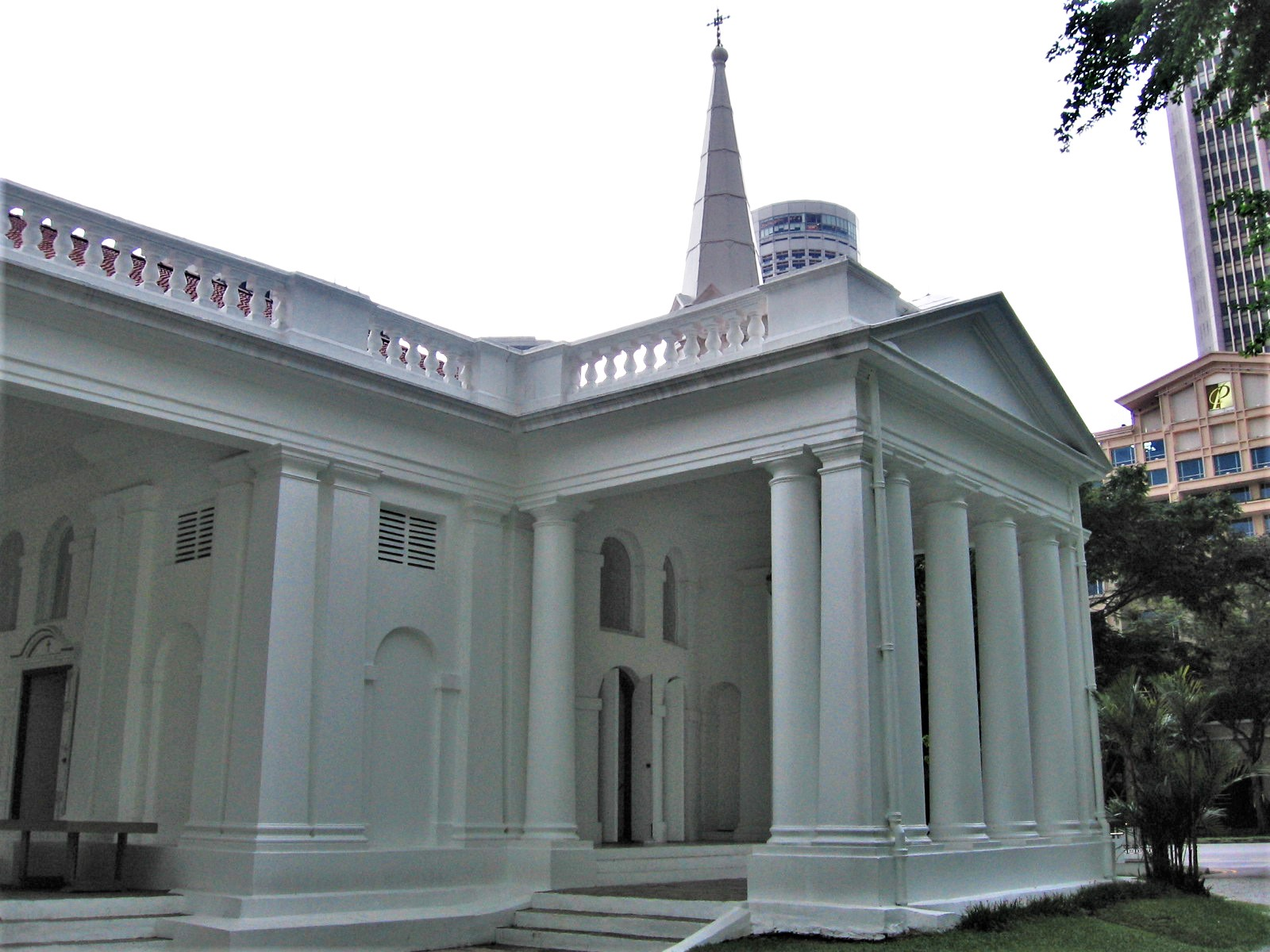
아르메니아 교회 (1835년 건설)는 싱가포르에서 가장 오래된 교회이다.

싱가포르인의 18.9%가 2020년 인구 조사에서 기독교인이라 하였다. 이 중, 35.8% 또는 220,900명이 가톨릭교도라고 했다. 46개 종파에 42,000명으로 된 개신교도들 중에, 싱가포르의 감리교회가 가장 큰 종파이며, 정교회도 비슷한 수준이다. 주요 메가처치들이 은사 운동의 등장과 함께 지난 20년간 생기고 있고 여기에는 새창조교회, 시티하비스트 교회, 믿음 공동체 침례교회 등이 있으며, 이들 교회들은 더 스트레이츠 타임스에 따르면 싱가포르의 제일 큰 자선 단체 10개에 속한다고 한다.
아래는 2020년 싱가포르 인구 조사에 따른 기독도의 분석이다:
| 인종 집단 | 인종 집단별 총 거주 인구 | 기독교도로 등록된 거주 인종 집단 인구 | 기독교도로 등록된 거주 인종 집단 비율 | 인종 집단별 기독교 거주민 비율 |
| --------- | ------------------------ | ------------------------------------- | ------------------------------------- | ------------------------------ |
| 중국계    | 2,606,881명              | 562,861명                             | 21.59%                                | 86.02%                         |
| 말레이계  | 447,747명                | 2,743명                               | 0.61%                                 | 0.42%                          |
| 인도계    | 299,056명                | 37,605명                              | 12.57%                                | 5.75%                          |
| 그 외     | 105,410명                | 51,146명                              | 48.52%                                | 7.82%                          |
| 합계      | 3,459,093명              | 654,355명                             | 18.90%                                | 100%                           |

### 이슬람교

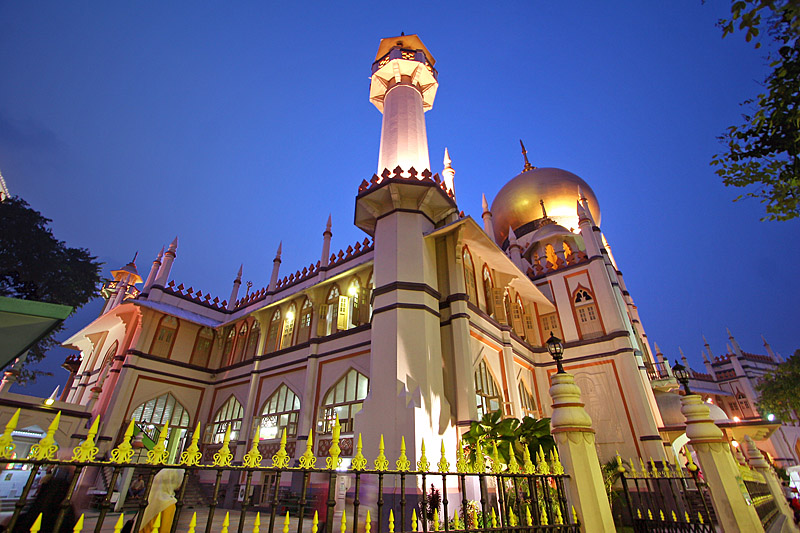
싱가포르에서 가장 오래되었고 가장 큰 모스크 중 하나인, 1826년 캄퐁 글램 지구에 세워진 술탄 모스크.

2020년 인구 조사에 따르면, 싱가포르 인구의 15.6%가 이슬람교도라고 밝혔다. 싱가포르 내 대부분 모스크들은 싱가포르 이슬람교도 다수가 수니파의 샤피이파나 하나피파를 따르기에 수니파 교도에 맞춰져 있으며, 그럼에도 마찬가지로 시아파 교도에 맞는 모스크들도 있다. 대략 아흐마드파 200명도 존재한다. 싱가포르는 Young Women Muslim Association of Singapore라고 하는 세계에서 가장 오래된 여성 무슬림 단체가 다.
싱가포르 내 이슬람교도 다수는 전통적으로 말레이계이지만, 또한 다른 인종 집단의 이슬람교도들의 현저한 증가가 있으며 특히 통계적으로 타밀계 이슬람교도와 싱가포르의 파키스탄인 등을 포함한 인도계 이슬람교도 숫자가 상당하다. 이 이유로, 많은 수의 모스크들 (주로 타밀어권)은 인도계 이슬람교 공동체의 요구를 특별히 맞춰오고 있다. 추가적으로, 싱가포르 이슬람교 위원회 (MUIS)의 지시 하에, 말레이어가 필요없는 이슬람교도들을 충족시키기 위해 영어가 싱가포르의 모스크들에서 점차 금요일 예배자들을 위한 사무, 종교 가르침, 설교 언어로 사용되고 있다.
아래는 2020년 싱가포르 인구 조사에 따른 이슬람교도의 분석이다:
| 인종 집단 | 인종 집단별 총 거주 인구 | 이슬람교도로 등록된 거주 인종 집단 인구 | 이슬람교도로 등록된 거주 인종 집단 비율 | 인종 집단별 이슬람교도 거주민 비율 |
| --------- | ------------------------ | --------------------------------------- | --------------------------------------- | ---------------------------------- |
| 중국계    | 2,606,881명              | 11,953명                                | 0.46%                                   | 2.22%                              |
| 말레이계  | 447,747명                | 442,368명                               | 98.80%                                  | 82.03%                             |
| 인도계    | 299,056명                | 69,964명                                | 23.39%                                  | 12.97%                             |
| 그 외     | 105,410명                | 14,966명                                | 14.20%                                  | 2.78%                              |
| 합계      | 3,459,093명              | 539,251명                               | 15.59%                                  | 100%                               |

### 도교

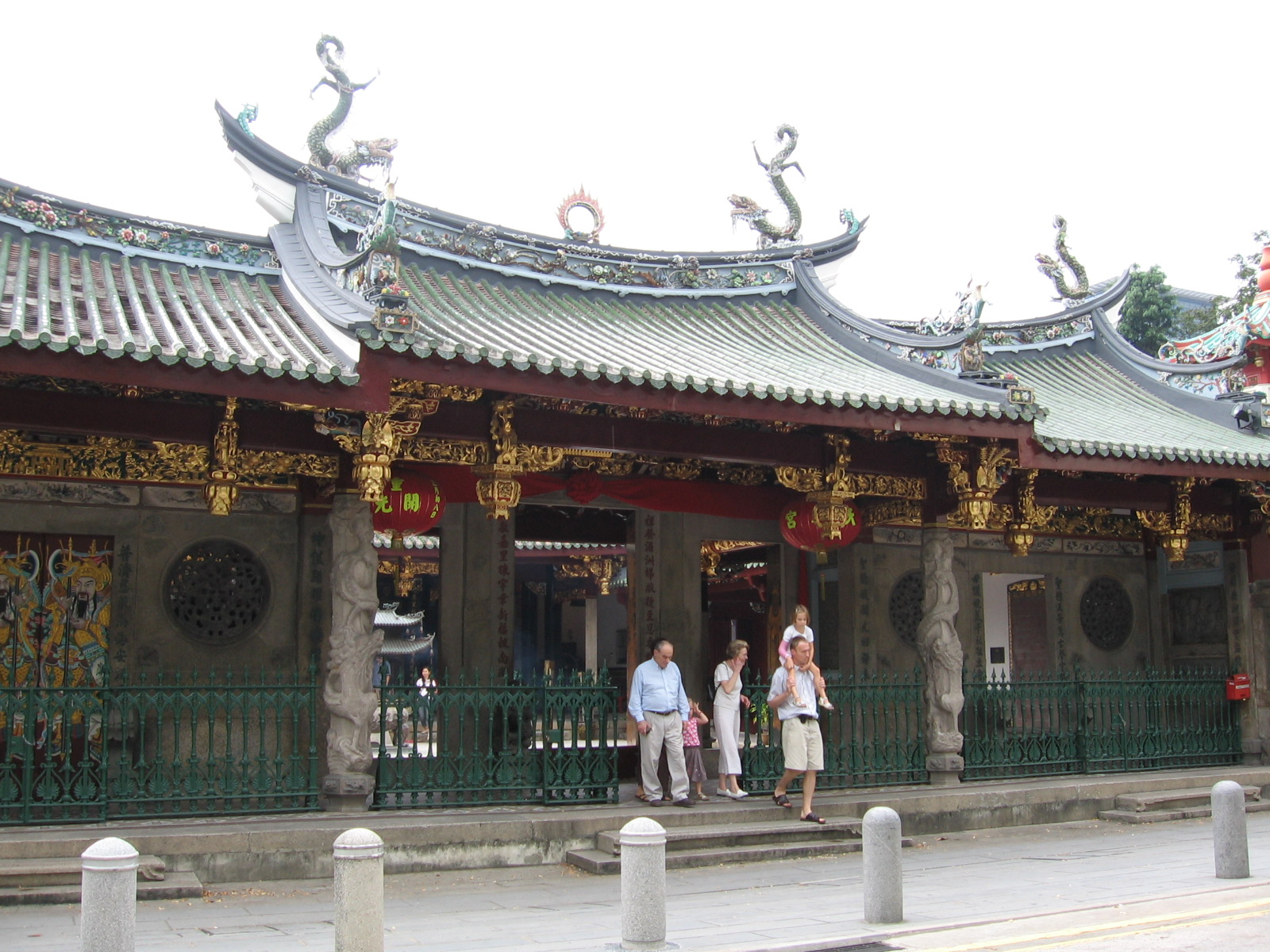
싱가포르에서 가장 오래된 도교 사원인 티안혹켕 사원 (1842년 건설).

2020년 인구 조사에 따르면, 싱가포르인의 8.8%가 도교를 믿는다고 하였다..
도교 신앙자들은 도교의 창시자인 노자의 삼청으로도 알려진 고대 중국의 종교적 철학에 대한 가르침을 따르고 있다. 성문화된 도교 (타이완 같은 일부에서는 정일도가 두드러진다) 외에, 싱가포르의 도교에는 다양한 종류의 중국 민간 종교 신앙과 그 외 종교들도 포함하고 있다.
조상 숭배는 중국인들한테 흔한 풍습이고 두 번째 만달 기간 열리는 청명절은 다수한테 지켜지고 있다. 이는 중국 전통이 현대 싱가포르에 상당 남아있음을 반영한다. 중국인들은 죽은 조상들을 추도하는 기도를 드리는데, 이 조상들의 영혼은 도교 신자들에게 있어 고유의 관습이라고 할 수 있는 음식, 음료, 부적, 향, 종이집 등을 포함한 제물을 받으며 추도된다.
도교 사원과 성소들이 싱가포르에 많은 편이지만, 신자들의 공식적인 수는 1990년부터 2000년까지 기간 22.4%에서 8.5%으로 급격하게 줄었다. 하지만 이는 대중들의 인식 속에 도교와 불교 간의 불분명한 묘사로 인한 것에서 비롯해 측정된 것일 수도 있다. 예시로, 두 종교의 차이는 중국인들이 '향을 피우러 간다'라고 말할 때 이는 그들이 실제로 불교도가 아닐지라도 그들이 불교도라고 보통 가정하는 등 무시할 수 있을 정도이다. 2010년과 2015년 인구 조사는 도교 정체성이 다시 한번 떨어져 싱가포르 인구의 약 10%를 차지한다는 것을 보여주었다.
아래는 2020년 싱가포르 인구 조사에 따른 도교도의 분석이다:
| 인종 집단 | 인종 집단별 총 거주 인구 | 도교도로 등록된 거주 인종 집단 인구 | 도교도로 등록된 거주 인종 집단 비율 | 인종 집단별 도교도 거주민 비율 |
| --------- | ------------------------ | ----------------------------------- | ----------------------------------- | ------------------------------ |
| 중국계    | 2,606,881명              | 303,095명                           | 11.63%                              | 99.72%                         |
| 말레이계  | 447,747명                | 133명                               | 0.03%                               | 0.04%                          |
| 인도계    | 299,056명                | 63명                                | 0.02%                               | 0.02%                          |
| 그 외     | 105,410명                | 669명                               | 0.63%                               | 0.22%                          |
| 합계      | 3,459,093명              | 303,960명                           | 8.79%                               | 100%                           |

### 힌두교

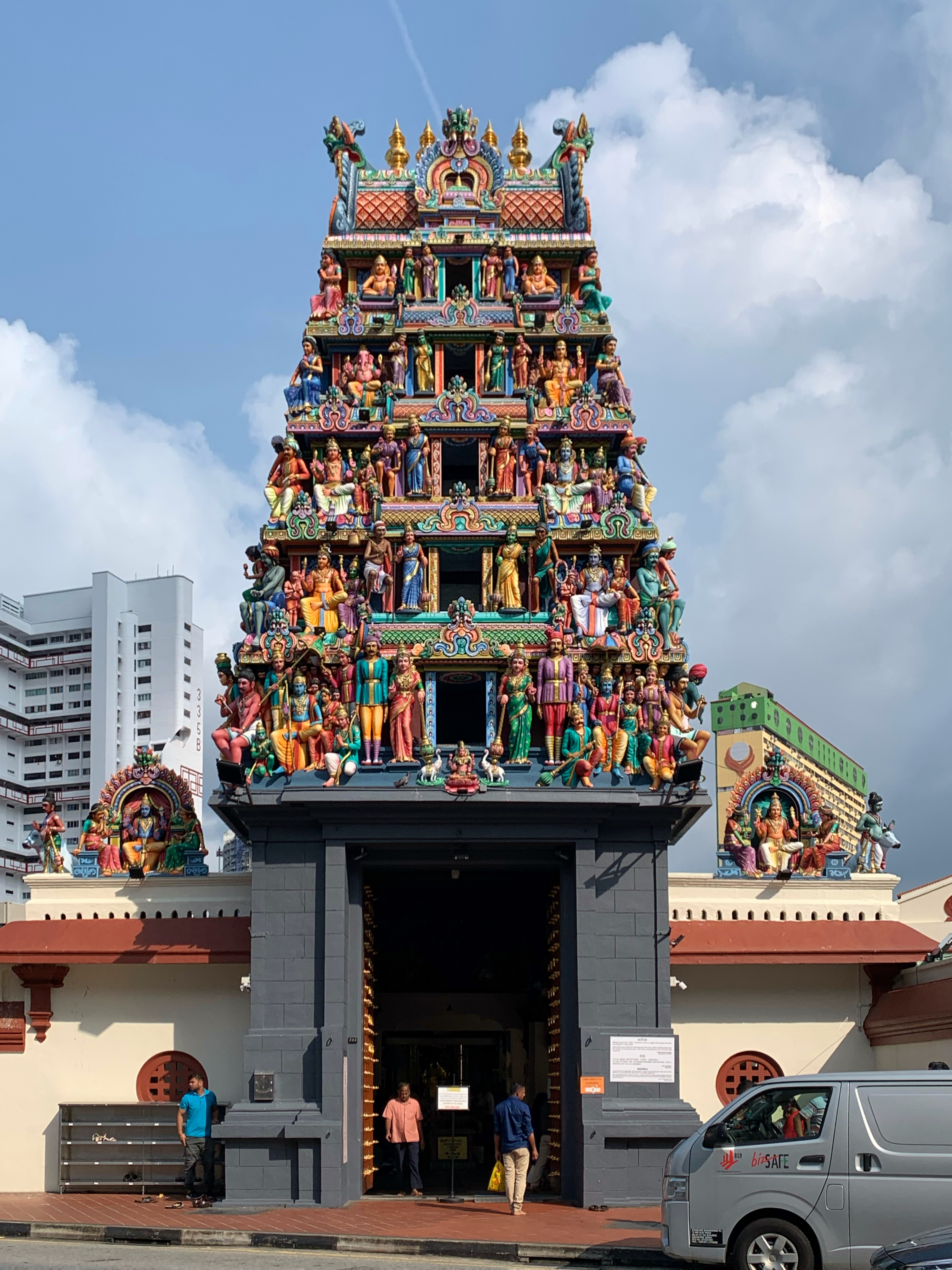
차이나타운 지구의 스리 마리암만 사원 (1827년 건설)은 싱가포르에서 가장 오래된 힌두교 사원이다.

가장 최신인 2020년 인구 조사에 따르면, 싱가포르인의 5.0%는 스스로를 힌두교인이라고 하였다.
싱가포르의 현재 힌두교인 대부분은 19189년 싱가포르 건설 직후에 이주해온 인도인들의 후손들이다. 초기 힌두교 사원들은 1년 내내 열리는 종교 의식과 축제에 여전히 초점이 맞춰져 있다.
| 연도   | 비율  | 증가폭 |
| ------ | ----- | ------ |
| 1849년 | 2.8%  | -      |
| 1911년 | 5.0%  | +2.2%  |
| 1921년 | 4.6%  | -0.4%  |
| 1931년 | 5.5%  | +0.9%  |
| 1980년 | 3.6%  | -1.9%  |
| 1990년 | 3.7%  | +0.1%  |
| 2000년 | 4.0%  | +0.3%  |
| 2010년 | 5.1%  | +1.1%  |
| 2015년 | 4.96% | -0.14% |
| 2020년 | 5.0%  | +0.04% |

아래는 2020년 싱가포르 인구 조사에 따른 힌두교도의 분석이다::
| 인종 집단 | 인종 집단별 총 거주 인구 | 힌두교도로 등록된 거주 인종 집단 인구 | 힌두교도로 등록된 거주 인종 집단 비율 | 인종 집단별 힌두교도 거주민 비율 |
| --------- | ------------------------ | ------------------------------------- | ------------------------------------- | -------------------------------- |
| 중국계    | 2,606,881명              | 458명                                 | 0.018%                                | 0.26%                            |
| 말레이계  | 447,747명                | 223명                                 | 0.05%                                 | 0.13%                            |
| 인도계    | 299,056명                | 171,326명                             | 57.29%                                | 99.05%                           |
| 그 외     | 105,410명                | 956명                                 | 0.91%                                 | 0.55%                            |
| 합계      | 3,459,093명              | 172,963명                             | 5.00%                                 | 100%                             |

### 시크교

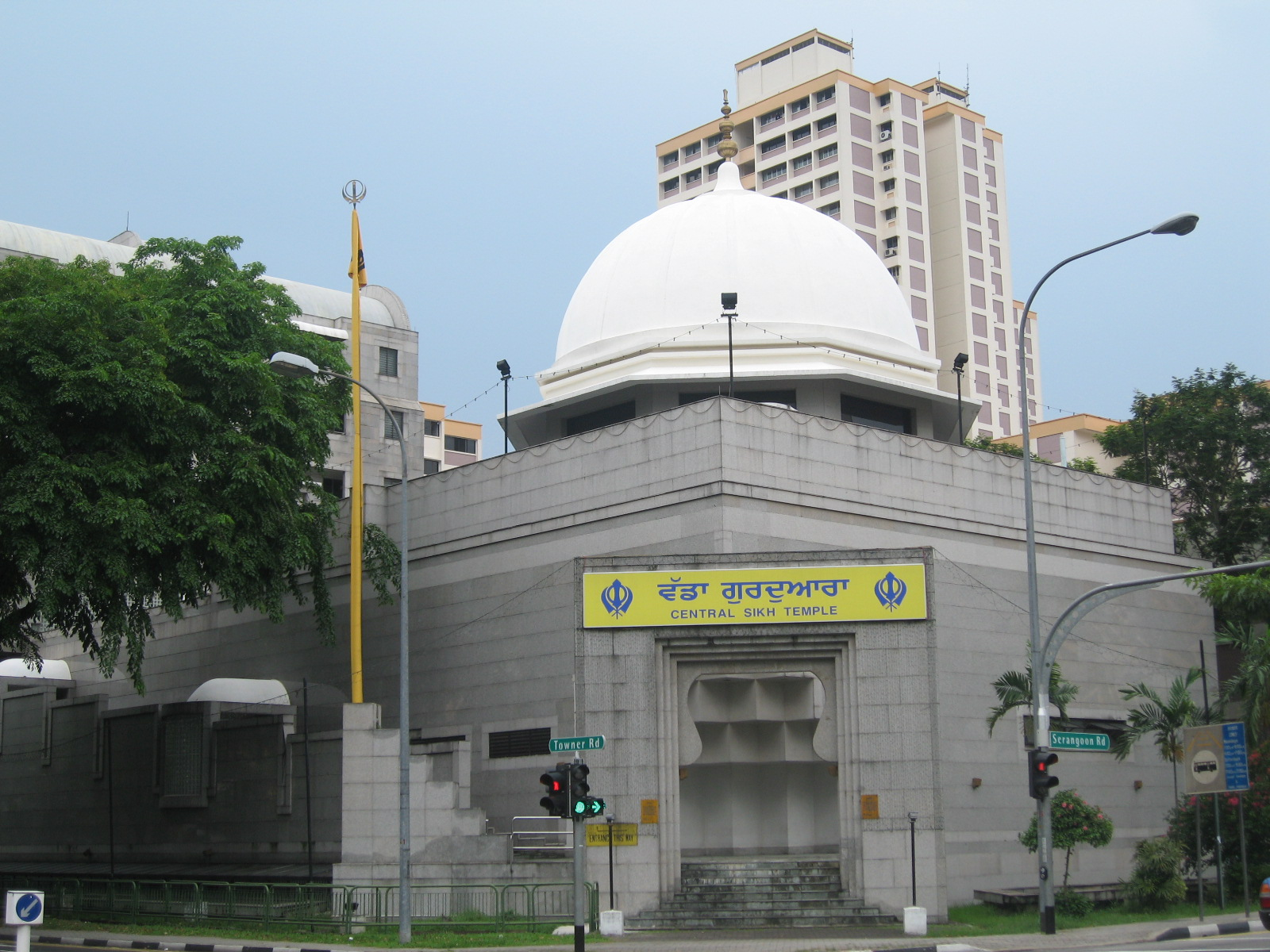
센트럴 시크 사원 (1912년 건설)은 싱가포르에서 가장 오래된 시크 구르드와라이다.

싱가포르에 정착한 첫 시크교도들은 1849년에 왔다. 2020년 인구 조사에서, 싱가포르 내 등록된 시크교도 12,051명 (대략 전체 인구의 0.35%가 있었다).
아래는 2020년 싱가포르 인구 조사에 따른 시크교도의 분석이다:
| 인종 집단 | 인종 집단별 총 거주 인구 | 시크교도로 등록된 거주 인종 집단 인구 | 시크교도로 등록된 거주 인종 집단 비율 | 인종 집단별 시크교도 거주민 비율 |
| --------- | ------------------------ | ------------------------------------- | ------------------------------------- | -------------------------------- |
| 중국계    | 2,606,881명              | 11명                                  | 0.0004%                               | 0.09%                            |
| 말레이계  | 447,747명                | 80명                                  | 0.02%                                 | 0.66%                            |
| 인도계    | 299,056명                | 10,265명                              | 3.43%                                 | 85.18%                           |
| 그 외     | 105,410명                | 1,695명                               | 1.61%                                 | 14.07%                           |
| 합계      | 3,459,093명              | 12,051명                              | 0.35%                                 | 100%                             |

## 소수 종교 공동체

### 자이나교

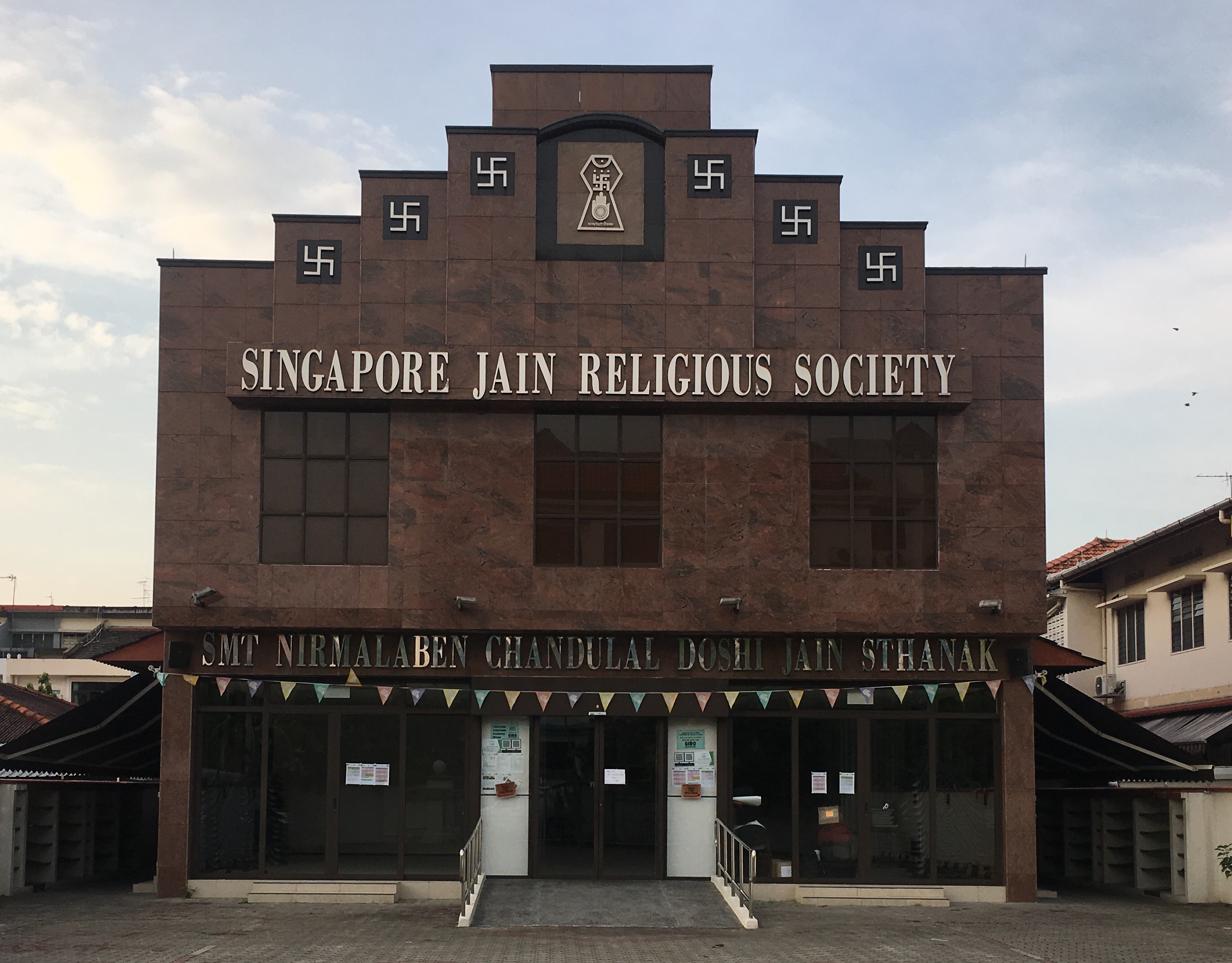
싱가포르 18 Jalan Yasin에 있는 Singapore Jain Religious Society.

싱가포르 자이나교 공동체는 자이나교 사원 (Stanak)을 다시 헌정하고 마하비라 조각상을 축성함으로써 싱가포르 100주년을 기념했다. 이 기념 행사는 자이나교의 주요 두 종파인 스베탐바라와 디감바라가 함께 진행했다. 싱가포르 자이나교 협회 (The Singapore Jain Religious Society)는 다음 세대로 자이나교의 신조를 전달함으로써 살아있는 전통과 관습을 지키려 활발히 노력하고 있다. 또한 지역 사회 참여의 역사가 강하다. 자이나교는 사원이 따로 없지만 싱가포르 자이나교 협회는 18 Jalan Yasin에 사원을 세웠다.
2006년 기준, 싱가포르 내 자이나교 신도 1,000명이 있었다.

### 조로아스터교
싱가포르에 거주하는 파르시 조로아스터교 신자 약 300명으로 이뤄진 소규모 공동체가 존재한다. 싱가포르 내에는 배화신전이 없으나, 싱가포르의 'Zoroastrian House'는 동남아시아 파르시 조로아스터교 단체의 본부이고, 이 지역의 공동체를 위한 예배 장소를 마련해놓았다.

### 유대교

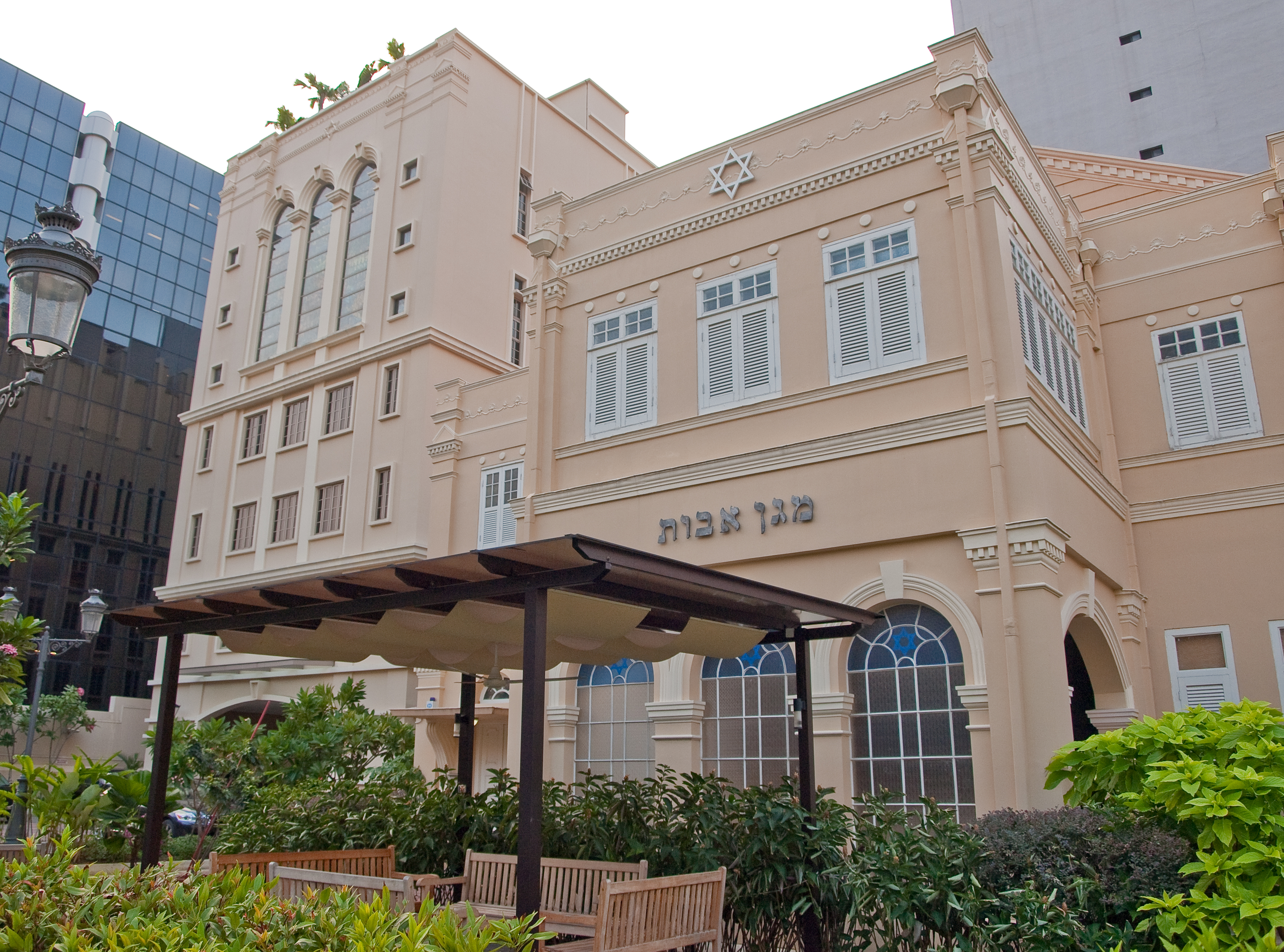
마가인 아보스 시나고그 (1878년 건설)는 싱가포르에서 가장 오래된 유대교 시나고그이다.

싱가포르에 최초로 정착한 유대인들은 1819년 인도에서 건너온 이들이다. 2008년 기준, 싱가포르 내 유대인 1,000명이 있었다. 이들의 종교 활동은 마가인 아보스 시나고그와 헤세드엘 시나고그 등 두 시나고그 주변을 중심으로 한다.
1939년에는 1,500명이 넘는 유대인 거주민들이 있었다. 많은 이들이 제2차 세계대전 당시 일본의 싱가포르 점령 기간 억류됐었고, 이후 다수가 호주, 영국, 미국, 이스라엘 등으로 이민을 갔다. 이에 따라, 유대인 공동체는 1968년에 대략 450명 정도이었다. 2005년, 그 수는 300명에 다다랐다. 최근 몇 년간 싱가포르로 많은 아슈케나즈 유대인의 이주로 인해, 그 수가 현재 800명에서 1,000명 사이이며, 대부분이 외국 국적의 아슈케나즈 유대인이다.

### 바하이교
K. M. 포즈다 (1898년–1958년)와 쉬린 포즈다 (1905년–1992년) 등이 1950년에 이곳에 정착하며 싱가포르에 바하이교를 처음 전래한 이들이었다. 쉬린 포즈다는 여성 해방 운동에 있어 그녀의 활동으로 싱가포르와 아시아 지역에서 잘 알려져 있다. 그녀의 싱가포르 정착은 "메시지를 지닌 여성"(Woman with a Message)이라는 이름의 1950년 9월 15일 스트레이츠 타임스의 기사보다 먼저 있었던 일이다. 두 부부의 노력을 통해, 1952년경 싱가포르의 바히아교는 싱가포르의 첫 바하이교 단체 (Local Spiritual Assembly)를 이룰 만큼 충분해졌다. 바하이교 공동체는 이후로 신도가 2,000명이 넘게 증가했고 싱가포르 내 단체가 다섯 곳에 이른다.
Local Spiritual Assembly는 자녀 교육, 종교 활동, 교리 수업, 교리 토의, 사회 활동, 종교 행사 의식, 혼인과 장례 등 방대한 범위의 활동들을 주관한다. 바하이교의 혼인은 싱가포르 법률에서 인정되고 주례(solemniser)는 혼인 관련 담당자가 지정한다. 바하이교는 1957년 이래로 초아추캉에 있는 공동 묘지를 제공하고 있고 바하이교의 종교 행사 9개는 1972년 이래로 관보에 실리고 있다. 싱가포르 최초의 Local Spiritual Assembly 구성원들은 1952년 7월 28일에 창립됐다. Local Spiritual Assembly 다섯 곳은 1972년에 설치된 싱가포르 전체를 관리하는 Spiritual Assembly 괸할권에 있다.
Spiritual Assembly는 또한 사회 활동 계획을 수립하여 실행하고 또한 정부 및 비정부 조직들과 협동을 하는 다양한 지위의 신도들을 임명하기도 한다. 바하이교의 가르침은 시민 정부와 법에 대한 복종의 중요성을 강조한다. 바하이교는 비당파적 성격을 띠는 정부의 임명을 받아들일 수도 있긴 하지만, 당파적 성격의 정치 활동에는 관여를 하고 있지 않다. 바하이 신자들은 "충성심, 정직함, 진실함으로 정부에 대해 행동해야 한다"는 바하올라의 지시를 확고하게 유지하고 있다.
싱가포르 내에는 바하이 사원은 없으나, 싱가포르 내 종교적 행정 사무 본부 역할을 하는 Baha'i Centre가 존재한다.

## 신흥 종교

### 브라흐마 쿠마리스
브라흐마 쿠마리스는 1930년대에 오늘날 파키스탄 영토인 하이데라바드에서 기원한 천년왕국 영적 운동이다. 본래 비슈누파의 발라바계 종파 신자였던 강신술사이자 영매 레크라이 크리팔라니가 설립한, 이 운동은 독신 여성들이 중요한 역할을 하는 것으로 알려져 있고, 라자 요가라고 알려진 고대 치료를 가르친다고 주장한다. 브라흐마 쿠마리스는 자신들의 힌두교 뿌리와 거리를 두고 있으며, 신자들을 끌어오기 위한 뉴에이지 언어 사용과 개인 성장 운동 등을 사용하는 것을 선호한다. 이곳의 신자들은 2036년 이전 일어날 '종말'이 임박했다고 믿지만 최근 가르침에서는, 지도자들은 이전에 밝혀진 행성 파괴에 대한 여러 종말론적 예언들을 중요하지 않게 생각하고 있다. '지식'으로 알려진 이 종교의 교리들 다수는 외부인들에게 대부분 감춰져 있다. 싱가포르 브라흐마 쿠마리스 본부 리틀 인디아 내 Hindoo Road에 있다.

### 크리스천 사이언스
크리스천 사이언스는 '성경의 열쇠로 푸는 과학과 건강'이라는 저서에서 질병은 기도로만으로 치료될 수 있는 환상이라고 말한 메리 베이커 에디가 창립한 반삼위일체 기독교 신흥 종교이다. 메리 베이커 에디는 1879년 26명의 신자들과 함께 처치 오브 크라이스트, 사이언티스트를 세웠다. 크리스천 사이언스는 퓰리처상을 수상한 신문사인 '크리스천 사이언스 모니터'로 알려져 있다. 싱가포르 내, 크리스천 사이언스는 Cuscaden Road에 있는 리젠트 호텔에서 매주 일요일마다 예배를 연다.

### 에캉카
1965년에 폴 트위첼이 창립한 신흥 종교인 에캉카는 Eckankar Satsang Singapore를 통해 싱가포르에서 활동 중이다. Peace Centre에서 모임을 갖는 교단 규모에 대해서는 공개된 자료가 없다.

### 파룬궁
파룬궁은 1990년대 초 리훙즈가 세운 신흥 종교이다. 기공열풍과 함께 초기 중국 관료들의 지원을 받았던 파룬궁은 1999년에는 수련자가 7,000만 명에 이르렀을 것으로 추정된다. 중국 당국은 곧 파룬궁을 사교라고 비판하였고 국가 단위의 탄압을 가했다. 파룬궁은 1996년에 Falun Buddha Society라는 이름으로 싱가포르에 등록되어 있고 Geylang Road에 본부가 위치해 있다. 이 단체는 싱가포르 내 약 500명에서1,000명 정도의 수련자들이 있을 것으로 여겨지며, 영어와 중국어로 발매되는 '에포크 타임스' 싱가포르판을 발간하고 있다. 2001년 1월, 대부분 중국 국적자들로 이뤄진 파룬궁 수련자 15명은 중국 내 경찰 구금 중에 사망한 동료 수련자들을 기리기 위해 공원에서 비인가된 기도를 벌인 후 불법 집회 혐의로 기소되었다. 2006년 7월, 수련자 9명이 중국 공산당을 탈당할 것을 권하는 유인물을 배포한 죄로 기소되었고, 또 다른 3명은 중국 대사관 밖에서 명상 및 단식을 진행한 것으로 기소되었다.

### 하레 크리슈나
하레 크리슈나 운동은 싱가포르에서 활동하고 있으나 1970년대 싱가포르 정부에 의해 금지되어 현재까지 금지되어 있는 크리슈나 의식국제협회(ISKCON)를 통해서는 이뤄지지 않고 있다. 하레 크리슈나 운동의 창시자인 스릴라 프라부파다와 더불어 외국의 ISKCON 수도승들은 이들이 싱가포르에 입국하는 것을 경계하는 싱가포르 당국에 입국이 금지되어 있고, 이 단체를 공식적으로 등록하려던 신자들의 모든 시도는 실패하고 말았다. 그럼에도, ISKCON와 연관되는 것을 피함으로써, 하레 크리슈나 신자들은 이후에 다른 명칭으로 자신들 조직을 등록하는 데 성공하였다. 이렇게 등록된 곳에는 겔랑의 Sri Krishna Mandir, 세랑군 내 Gauranga Centre에 있는 Gita Reading Society 등이다.

### 마타 암리타난다마이 마스
마타 암리타난다마이 마스는 지지자들한테서는 '암마'(Amma) 또는 미디어에서는 '포옹하는 성인'으로 널리 알려진 인도의 구루 마타 암리타난다마이 데비가 1981년에 설립한 신흥 힌두교 운동이다. 싱가포르는 1987년 그녀의 첫 해외 순방 때 목적지이었고, 그때 이후로 그녀는 이 도시 국가를 자주 방문하였으며, 최근의 다르샨 행사 때 수 만 명의 인파를 이끌었다. Amriteswari Society는 1993년 싱가포르에 등록되었고 리틀 인디아의 Hindoo Road에 위치했다.

### 예수 그리스도 후기 성도 교회
예수 그리스도 후기 성도 교회는 1963년 싱가포르에 거주하던 소수의 신자들과 함께 처음으로 집회를 시작했다. 신도 수는 1970년에 100명 가량까지 늘어났으며 이때 싱가포르 정부가 전도 및 선교사들의 비자 관련 제한을 하기 시작했다. 1974년에, 교회는 G. 카를로스 스미스를 선교단장(Mission president)으로 한 싱가포르 선교단을 설립했다. 1980년 1월경, 싱가포르는 전임 선교사들에게 개방되었다. 2021년, 예수 그리스도 후기 성도 교회는 싱가포르 내 교도 약 3,400명이 있다고 주장하였고 Bukit Timah, Pasir Panjang, Sengkang 등지에서 예배당 세 곳을 운영하고 있다. 1992년 8월, 신자인 존 헌츠먼이 싱가포르 주재 미국 대사로 임명됐다. 그는 1년이 안 되는 1993년 6월에 임기를 마쳤다. 예수 그리스도 후기 성도 교회 선교사 21명이 싱가포르에서 다른 15개 국가로 보내졌다고 한다. 191번째 General Conference가 열린 2021년 4월 4일, 총회장인 Russell M. Nelson은 싱가포르에 교회를 세우겠다는 계획을 밝혔다. 싱가포르의 교회는 파시르 판장에 위치할 예정이.

### 일련정종
일련정종은 13세기 일본의 승려 니치렌의 가르침을 기반으로 한 일련종의 한 교파이다. 일련정종 불교 협회 (싱가포르)는 Sims Avenue에 위치했다. 1991년 일본 내 분열로 일련정종에서 창가학회의 파문이 이뤄졌고, 이에 따라 싱가포르의 창가학회도 떨어져 나가게 되었다.

### 관음법문
관음법문(觀音法門)은 Suma Ching Hai 또는 Supreme Master Ching Hai 등 여러 이름으로 알려진 타이완계 베트남인 칭하이 무상사가 1988년에 창시한 초국가 사이버 종파주의이다. 이 종교는 중국에서 사교로 고발되어 있는 상황이고 오늘날에는 Supreme Master Television이라 알려진 온라인 텔레비전 방송국을 통해 가르침을 선전하고 있다. 칭하이는 35개국에서 약 200여 개 점포를 지닌 러빙헛이라는 비건 식당의 창시자이기도 하다. Supreme Master Ching Hai Association (Singapore)는 Geylang Road의 Avari Centre를 근거로 하고 있고 Joo Chiat Road에 러빙헛 보관됨 2023-03-21 - 웨이백 머신 식당을 운영하고 있다

### 사티야 사이바바 운동
사티야 사이바바 운동은 인도의 구루 사티야 사이바바 (1926년-2011년)에서 영감을 받은 신흥 힌두교 종교 운동이며 추종자들은 그가 시바와 샤크티의 화신이자 쉬르디 사이바바의 환생이라 주장한다. 살아 생전에, 사이바바는 종교 융합을 가르쳤고 신앙 요법, 부활, 투시, 이처소재을 포함하여 이른바 주장되는 '비브후티'의 구현을 비롯해 전지전능하다고 하여 군중들을 끌어 모았다. 싱가포르 내 사티야 사이바바 운동 역사는 1970년대 초로 거슬러 올라가며, 이때 소수의 싱가포르인들이 사이바바를 만나러 인도로 여행을 가기 시작했다. 1975년, Sri Satha Sai Society, Singapore가 등록되었고 1988년에, 133 Moulmein Road 내 8,000 평방 피트의 완전 소유권이 613,500 달러에 매입됐다

### 신뇨엔
신뇨엔 (진여원)은 1936년에 이토 신죠와 그의 아내 이토 토모지가 진언종의 다이고파 내 설립한 일본 불교 교단이다. 이 교단은 1994년에 공식 등록되었고 Jalan Kechot에 있는 사원에서 신뇨엔식 의례와 의식을 따르는 신자들이 약 1,800명이 있다고 주장한다.

### 창가학회
창가학회는 13세기 일본의 승려 니치렌의 가르침을 기반으로 한 일본의 신흥 종교이다. 1930년 일본에서 창시됐고 니치렌 불교에 속하는 창가학회는 곧 싱가포르에도 전파되었다. 싱가포르 창가 협회 보관됨 2022-05-25 - 웨이백 머신는 1972년에 공식 등록되었다. 신도 수는 2005년에 약 25,000세대에 40,000명에 이를 것으로 추정된다 싱가포르 창가 협회는 매년 열리는 국경일 퍼레이드와 칭게이 퍼레이드 등에 활발히 참여하고 있다. 싱가포르 창가 협회는 Tampines에 본부를 두고 있고 그곳에서 창가 유치원 보관됨 2022-11-29 - 웨이백 머신을 하고 있다. 2020년 10월, Punggol에 생길 센터 착공에 들어갔다.

### 영매 숭배
싱가포르의 유교 신자들 사이에서 '영매 숭배'가 흔하다. 이 숭배는 보통 '당키'(dang-ki)라고 불리는 남성 영매를 중심으로 이뤄지고, 이 영매는 '하나 혹으 그 이상의 혼령'에 의해 비자발적인 소유의 대상이 되는데 이는 그 영매가 궁극적으로 이렇게 되길 바란 것이다.
당기는 행위 중에 자해를 가함으로써 육체와 정신에 대한 유교적 믿음에 반한다. "이 자위 행위는 허용되는데 ...왜냐면 "이 행위들은 일반적인 인간 세계와 단절된, 한층 더 높은 힘에 대한 도구로 여겨지기 때문이다."
일부 당키들은 "신성한 원을 단 채로 서쪽에서 호랑이와 용을 타고 와 하늘을 뒤흔드는 영혼이 있으며, 이 혼의 목소리는 "천둥과 같고" "쓰언 (영혼들)과 악귀들을 떨게 하는데", 이 존재는 악령들을 죽일 수 있는 검을 휘둘러, 구원을 가져오게 할 수 있다고 믿는다.

### 초월명상 운동
초월명상 운동은 1950년대 중반 인도의 구루 마하리시 마헤쉬 요기가 창시하였다. 이 운동의 중심에는 일정한 형태의 침묵인 만트라 명상이 있는데, 이 명상은 하루에 두 번 15-20분 진행되고 나라마다 비용이 다르게 발생하는 정규 교육 과정을 거친 공인된 교사를 통해 가르침을 받는다. 싱가포르 초월명상 운동 본부는 The Spiritual Regeneration Movement Foundation of Singapore이라는 단체가 운영하고 Lower Delta Road의  Cendex Centre에 위치한다. 개인 교습 및 단체 보충 수업을 포함하여 성인 한 명에 1,500 싱가포르 달러 가족 단위에는 2,400 싱가포르 달러가 발생한다.

### 참예수교회
참예수교회는 1917년 베이징에서 창시된 반삼위일체론 회복주의 기독교 교파이다. 초기 오순절주의와 재림주의의 영향을 받은 가르침을 통해 참예수교회는 사바스 엄수, 방언, 세족식, 기도 치료, 머리를 숙여 얼굴이 아래로 가게 한 채 몸 전체를 침수시키는 세례 등을 따른다. 싱가포르의 참예수교회 신자는 Adam Road, Sembawang, Serangoon, Telok Kurau 등 네 곳에서 집회를 한다.

### 츠지
츠지(자제회, 慈濟)는 1966년에 타이완의 비구니 정옌이 창립한 신흥 불교 운동이다. 싱가포르 자제는 1993년에 설립되었고 Pasir Ris의 Elias Road에 위치했다. 츠지는 Redhill과 Khatib의 노령 인구 및 저소득 가구에 무료 의료 행위(양학, 중의학, 치과 치료) 를 제공하는 보건소를 운영하고 있다. 또한  Jurong West에서 Lakeside Family Medicine Clinic을 그리고 Jurong East에서는 재활 센터도 운영하고 있다. 츠지의 교육단은 Yishun, Toa Payoh 그리고 Elias Road의 a Continuing Education Centre 등에서 프리스쿨을 운영한다. 자제회의 자선 단체는 신장병 환자, 에이즈 보균자 등에게 재정 지원을 하고 있다.

### 하나님의교회 세계복음선교협회
하나님의교회 세계복음선교협회는 1964년에 설립 대한민국의 안식일 엄수주의적 회복주의 성향의 기독교 계열 신흥종교이다. 이 교회에서는 제칠일안식일예수재림교회 전도사 출신으로 1985년에 사망한 안상홍을 그리스도라 믿고 그의 아내 장길자를 '어머니 하나님', '어머니 예루살렘', '천국의 어머니' 등 다양하게 칭한다. 싱가포르 하나님의교회 세계복음선교협회는 Cheong Chin Nam Road에 위치했다.

## 무교
2020년 기준, 싱가포르인의 20%는 종교가 없었다.비종교인 비율은 중국계에서 가장 높았으며, 중국계 사람 네 명 중 한 명은 2020년 인구 조사 때 종교가 없었다. 싱가포르의 비종교 공동체 자체는 매우 다양하며, 무신론자, 불가지론자, 자유사상자, 인본주의자, 세속주의자, 유신론자, 회의주의자 등 다양하게 일컬어진다. 이와 별개로, 종교인 꼬리표를 거부하면서도 조상 숭배 등 전통적 의식을 이어가는 일부 사람들도 존재한다. 싱가포르 내 비종교 인구의 숫자는 수십 년 동안 점차 증가했다. 인구 조사에서는 종교가 없다고 답한 이들이 1980년 13.0%에서 2010년 17.0% 그리고 2020년에는 20.0%로 증가한 것을 보여주었다. 최근 들어, 비종교인의 친목 모임이 싱가포르에서 흔해지고 있다. 'The Singapore Humanism Meetup'는 세속주의 인본주의자, 자유사상자, 무신론자, 불가지론자 등 400명으로 이뤄진 주요 조직이다. 2010년 10월, Humanist Society (싱가포르)는 단체로서 나라에 등록된 최초의 인본주의 집단이다.
아래는 2020년 싱가포르 인구 조사에 따른 무교인의 분석이다:
| 인종 집단 | 인종 집단별 총 거주 인구 | 무교인으로 등록된 거주 인종 집단 인구 | 무교인으로 등록된 거주 인종 집단 비율 | 인종 집단별 무교인으 거주민 비율 |
| --------- | ------------------------ | ------------------------------------- | ------------------------------------- | -------------------------------- |
| 중국계    | 2,606,881명              | 669,097명                             | 25.67%                                | 96.62%                           |
| 말레이계  | 447,747명                | 1,640명                               | 0.37%                                 | 0.24%                            |
| 인도계    | 299,056명                | 6,443명                               | 2.15%                                 | 0.93%                            |
| 그 외     | 105,410명                | 15,347명                              | 14.56%                                | 2.22%                            |
| 합계      | 3,459,093명              | 692,528명                             | 20.02%                                | 100%                             |

## 제한
싱가포르 헌법은 공공질서, 공중보건, 도덕성과 관련한 제한 하에서 종교의 자유에 대해 규정하고 있다. 종교에 관한 부정적 또는 선동적인 묘사와 더불어 종교적 주제에 관한 출판물과 집회는 일반적으로 검열이 이뤄진다. 싱가포르 당국은 인종 또는 종교적 조화에 부정적 영향을 미칠 수 있을 것으로 보는 발언이나 행위에 대해 관용하고 있지 않다.
2023년, 싱가포르는 종교의 자유에 있어 4점 중 3점을 기록했다.

### 여호와의 증인
1972년, 싱가포르 정부는 여호와의 증인 신도들이 병역(싱가포르 모든 남성 시민권자들의 의무), 국기에 대한 경례, 국가에 대한 맹세 등을 거부한다는 근거로 여호와의 증인 인가를 취소하고 활동을 금지시켰다. 싱가포르는 '국제성서연구자협회'(International Bible Students Association)와 감시탑 성서와 논설 동지회 등 여호와의 증인의 출판 부서에서 발행한 모든 출간물들을 금지시켰다. 금서를 소유한 사람은 첫 유죄 선고 시에 벌금 2,000 싱가포르 달러 부과 및 12달간 구금된다.

### 통일교
1982년, 싱가포르 내무부는 가정을 파탄시키고 있다는 이유로 통일교로도 알려진 세계기독교통일신령협회를 해산시켰다.

### 신천지
2020년 2월, 싱가포르 정부는 비인가된 한국의 신흥종교 신천지예수교에 대한 조사에 착수했다. 종말론 및 구세주의 성격을 띠는 이 종파는 대한민국 내 첫 COVID-19 발병의 중심지로 알려져 있다. 신천지 교인은 싱가포르 내 100 내외였고 'Spasie Enrichment'라는 이름의 유령 회사를 통해 은밀히 운영되었다. 싱가포르 내무부는 이 종교 집단이 일찍이 '하늘문화'(Heavenly Culture), '세계평화'(World Peace), '광복'(Restoration of Light)이라는 이름으로 회사를 등록하려 했으나 실패했다고 하였다.
2020년 11월, 신천지 교도 21명은 불법 행위로 체포되었다. 이 중 핵심자들이던 대한민국 국적자 다섯 명은 본국으로 송환되었고 유령 회사도 폐지되었다.

### 이슬람교
2011년, 위키리크스는 싱가포르 정부의 스승장관 리콴유의 이슬람교에 대한 논쟁의 발언들을 담은 외교 문건들을 공개했다. Wikileaks는 이슬람교를 '악독한 종교'로 묘사한 리콴유의 말을 인용했다. 이에 대해 리콴유는 해당 발언에 대해 부인했다.
이 사건은 리콴유의 논쟁의 책 '싱가포르가 계속 전진하기 위한 진실들'이 공개되고 난 뒤 벌어졌다. 이 책에서, 리콴유는 싱가포르 이슬람교도들은 자신들의 종교 때문에 싱가포르 사회와 통합되는 데 어려움을 겪고 있고 이들이 "이슬람 율법에 대한 고수를 덜 해야한다"라고 주장하였는데 이러한 주장은 싱가포르 무슬림들이 지키고 있는 사회적 수용, 관용, 다인종 혼인에 대한 수준의 통계와 연구 자료들과는 맞지 않는다.
아잔을 하던 기도 시보원들은 1974년 소음 방지 캠페인의 일환으로 모스크 내부 쪽으로 아잔을 틀기로 하였다.